# Туркменхалы
Государственное объединение «Туркменхалы» (туркм. Türkmenhaly) — туркменское государственное объединение, производит и экспортирует чистошерстяные ворсовые туркменские ковры ручной работы. Штаб-квартира располагается в Ашхабаде. В прошлом именовалось — Государственная акционерная корпорация «Туркменхалы». Председатель объединения — Огулхаджат Ишангулыева, назначается президентом Туркменистана.

## Структура
«Туркменхалы» является основным поставщиком на мировой рынок туркменских ковров из Туркмении.
Основными видами деятельности корпорации являются производство и реализация туркменских ковров и ковровых изделий, сохранение традиций ручного ковроделия, восстановление старинных ковровых орнаментов и изделий.
«Туркменхалы» объединяет 10 предприятий художественного ковроделия, которые имеют свыше 100 ковровых участков и цехов, расположенных во всех регионах Туркменистана. На предприятиях художественного ковроделия работают свыше 10 тысяч ковровщиц.
12 марта 2013 года председатель «Туркменхалы» Огулхаджат Ишангулыева на заседании Кабинета министров отметила, что изменение организационно-правовой формы «Туркменхалы» позволит усовершенствовать работу отрасли, будет способствовать созданию ещё более благоприятных условий труда ковровщиц. Указом президента Туркменистана PP-6310 было создано Государственное объединение «Туркменхалы», изменив организационно-правовую форму Государственной акционерной корпорации «Туркменхалы».

## Здание
31 августа 2009 года открыто новое 9-этажное здание Государственной акционерной корпорации «Туркменхалы». Фасад здания украшают ковровые узоры. Расположен в центре Ашхабада, около здания Музея туркменского ковра. Построено и оснащено французской компанией «Буиг».